# Schweikert (Alpes de l'Ötztal)
Le Schweikert est une montagne qui s’élève à 2 879 m d’altitude dans les Alpes de l'Ötztal, en Autriche.